# Evergestis alborivulalis
Evergestis alborivulalis là một loài bướm đêm trong họ Crambidae.